# Combat 18
Combat-18 o (acortado como C-18 o 318) es una organización terrorista de extrema derecha estrechamente relacionada con el grupo neonazi Blood and Honour. Se originó en el Reino Unido, pero actualmente se encuentra presente en otros muchos países del mundo. Los miembros de C-18 han sido señalados en el Reino Unido como sospechosos de numerosas muertes de inmigrantes, personas no blancas, e incluso de otros miembros del propio C-18.

## Historia

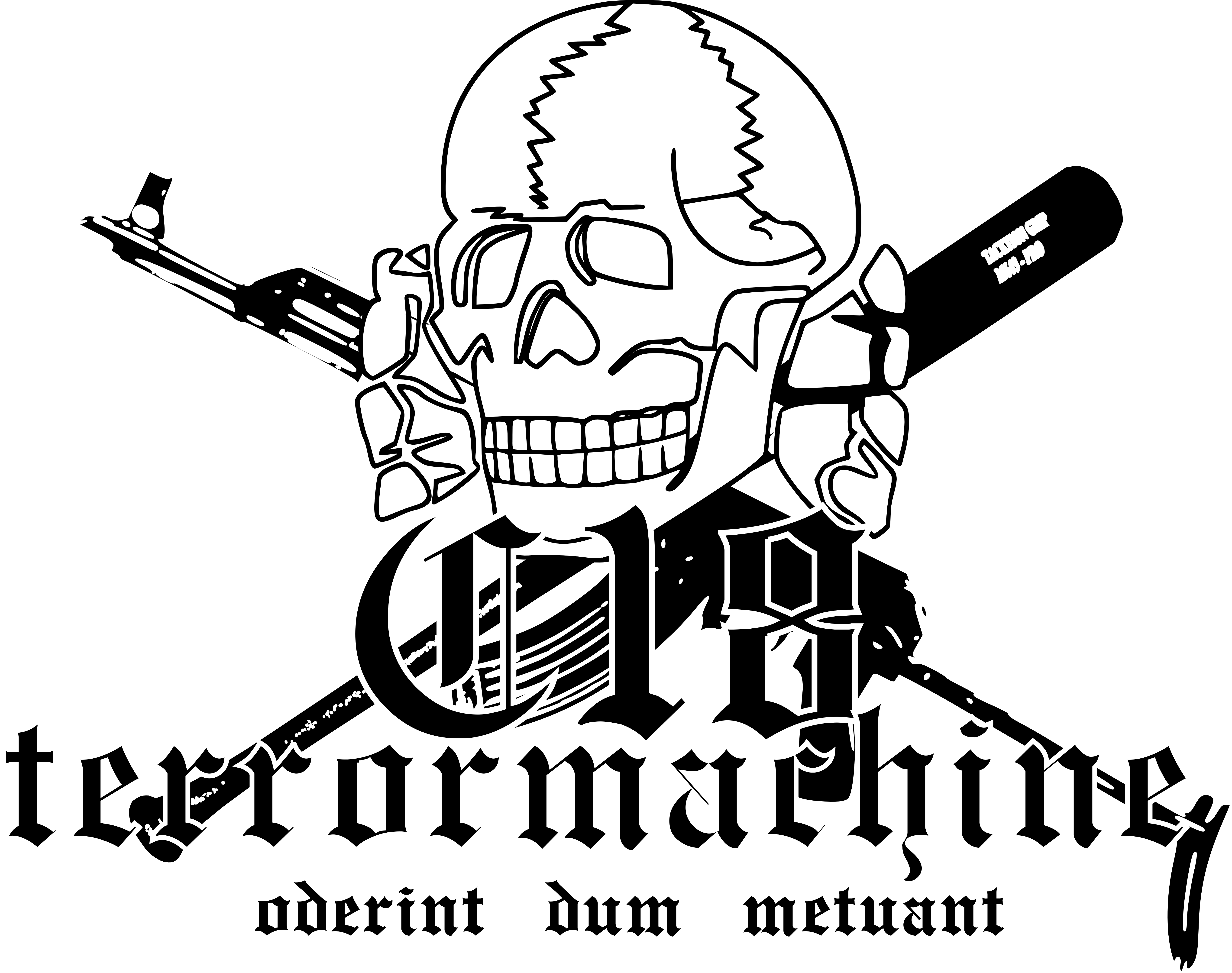
Combat 18

### Nombre
El número 18 en su nombre proviene de la posición en el abecedario de las letras "A" y "H", siglas del líder nazi Adolf Hitler. En el Reino Unido, los miembros de Combat-18 tiene prohibido el acceso a puestos de trabajo como funcionarios de prisiones, o como policías.

### Fundación
C-18 fue fundado a principios de 1992 en Inglaterra por Charlie Sargent, quien por aquel entonces militaba en el British National Party, el Partido Nacional Británico (BNP). La fundación del grupo se llevó a cabo como respuesta a unos ataques cometidos por la extrema izquierda contra el BNP, un partido nacionalista, y otras organizaciones de extrema derecha. La autoría de estos ataques nunca fue investigada , o revelada, por la policía.
C-18 atrajo pronto la atención nacional debido a sus proclamas instando a ejercer la violencia sobre inmigrantes, miembros de minorías étnicas, y personas afines a la izquierda política. También en 1992 el grupo comenzó a publicar la revista Redwatch, en castellano vigilancia roja, un magazine que contenía fotografías, direcciones y nombres de oponentes políticos. C-18 reveló rápida y abiertamente su ideología como grupo neonazi devoto de la violencia, y hostil hacia los políticos electoralistas. Debido a ello, el grupo se escindió del partido BNP en 1993.

### 1997: El asesinato de Cristopher Castle
Charlie Sargent, fundador de la formación, fue expulsado de Combat-18 bajo la acusación de ser un informador del Servicio de Seguridad Británico. La facción rival, liderada por Wilf "La Bestia" Browning, quería que Sargent les devolviese la lista de los miembros de C-18, mientras que ellos le devolverían ciertas herramientas de yesero, y 1000£. La animosidad y el miedo entre ambos era tal que decidieron aceptar que actuase un intermediario, Cristopher Castle, apodado "Cattford Chris", un miembro del grupo de 28 años. Wilf Browning llevó en coche a Chris Castle a la caravana de Charlie Sargent, en Harlow, Essex. Una vez allí, Browning esperó en el coche mientras Castle llamaba a la puerta de Sargent. Se encontró con Charlie Sargent, quien estaba acompañado por su asociado político, Martin Cross. Cross apuñaló a Cristopher Castle en la espalda con un cuchillo con hoja de 22 cm. Browning llevó a Castle al hospital, pero los doctores no pudieron salvarle y murió poco después.
A pesar de sus intentos de implicar a Browning, Sargent fue condenado por asesinato en la Corte de la Corona de Chelmsford al año siguiente. Él y Cross fueron sentenciados a cadena perpetua, y permanecen en prisión actualmente.

### Periodo post-Sargent
Entre 1998 y 2000, docenas de miembros de Combat 18 fueron arrestados en el Reino Unido en varias operaciones llevadas a cabo mediante redadas de madrugada. Estas redadas formaban parte de una operación conducida por Scotland Yard en cooperación con el MI5. Entre los arrestados se encontraban Steve Sargent (hermano de Charlie Sargent), David Myatt, Andrew Frain, Jason Marriner, y dos soldados británicos en servicio, Darren Theron (regimiento de paracaidistas) y Carl Wilson (1.er batallón, regimiento Lancashire de la Reina). Varios de los arrestados fueron condenados más adelante: Frain (siete años) y Marriner (seis años). Adrian Marsden, cuya casa también fue sometida a una redada, se convirtió posteriormente en concejal del BNP. Sin embargo, a pesar de las acciones policiales, la organización se ha ido extendiendo incluso más allá del Reino Unido. Muchos periodistas creen que los Lobos blancos son un grupo escindido de C-18, alegando que el grupo fue organizado por Del O'Connor, el segundo al mando de Combat-18, y miembro de Skrewdriver Security. El documento emitido por los Lobos blancos anunciando su formación fue atribuido a David Myatt, cuya "Guía práctica para la Revolución Aria" inspiró al terrorista David Copeland, condenado a cadena perpetua en el año 2000 por causar tres muertes y numerosos heridos mediante una cadena de atentados con bombas de metralla en abril de 1999. Un grupo autodenominado la Fuerza Racial Voluntaria se escindió de C-18 en 2002, aunque se piensa que mantiene relaciones cercanas con el grupo progenitor. El 28 de octubre de 2003, la policía alemana llevó a cabo redadas en 50 propiedades situadas en Kiel y Flensburgo, que se pensaba estaban relacionadas con colaboradores alemanes del grupo.
La Liga Antidifamación proclamó que existen capítulos de Combat-18 en Illinois, Florida y Texas. El 6 de septiembre de 2006, la policía Belga arrestó a 20 miembros de la sección de Flandes de Combat-18. Catorce de ellos eran soldados miembros del Ejército belga. En julio de 2008, una pintada en la que se leía C18 apareció en el Oratorio de Santa María, en Londonderry, Irlanda del Norte. C18 se ha asociado durante mucho tiempo con los lealistas en Irlanda del Norte. El 18 de junio de 2009, las tumbas de numerosas personas, incluyendo la del miembro del IRA Provisional fallecido durante una huelga de hambre Bobby Sands, fueron profanadas con grafitis de C-18. En noviembre de 2008, el coordinador general del BNP proclamó que C-18 era una "ficción efectiva" y una "organización controlada por la policía".
Los ataques racistas a inmigrantes por parte de los miembros de C-18 son continuos, recogidos por la prensa constantemente. La policía ha incautado armas, municiones y explosivos en el Reino Unido y en casi todos los países en los que C18 está activo. A finales de 2010, cinco miembros de Combat 18 Australia (entre ellos Jacob Marshall Hort y Bradley Neil Trappitt) fueron acusados de un ataque a una mezquita en Perth, Australia Occidental. Varias rondas fueron disparadas desde un rifle de alta potencia hacia la Mezquita Islámica Turca de Canning, causando daños por más de $ 15,000.
La presencia en el foro en línea de Combat 18 terminó oficialmente a fines de noviembre de 2014, y el foro de Combat 18 se redirigió a una tienda de merchandising de DVD y videos nacionalista con sede en EE. UU. que ahora es propietaria del dominio.
El 6 de marzo de 2018, ocho miembros de Combat 18 fueron arrestados en Atenas, Grecia, acusados de múltiples ataques contra inmigrantes y activistas. Tenían 50 kg de ANFO en su poder.
El 23 de enero de 2020, un día importante en la historia de Alemania, porque 75 años antes, las fuerzas aliadas liberaron el Campo de concentración de Auschwitz, el ministro del Interior alemán prohibió Combat 18 en todo el país en Alemania. Más de 200 policías llevaron a cabo redadas en seis estados alemanes incautando teléfonos móviles, computadoras, armamento no especificado, recuerdos nazis y material de propaganda.

### Asesinato de Walter Lübcke
Un presunto miembro de la rama alemana de Combat 18 llamado Stephen Ernst era el sospechoso en el caso del político local asesinado Walter Lübcke de la Unión Demócrata Cristiana, Ernst confesó el crimen el 25 de junio de 2019. El Ministro Federal del Interior, Horst Seehofer, anunció entonces su intención de prohibir la organización en Alemania.

### Células de Combat 18: la doctrina de laresistencia sin lídery el entrenamiento militar
Fuera del Reino Unido Combat 18 tiene partidarios reconocidos en Francia, España, Suecia, Alemania, Brasil, Chile, Argentina, México, Estados Unidos, Canadá, Rusia, Eslovaquia, Ucrania, Polonia, Suiza, Australia, Nueva Zelanda y Serbia. Dado que la organización funciona bajo un sistema de células independientes bajo la premisa de la Resistencia sin líder, es probable que la organización posea células aún no controladas por las fuerzas de seguridad.
El grupo Combat-18 afirma que algunos de sus miembros lucharon en la guerra de los Balcanes, en la década de los 90, del lado de los Serbios contra los Bosnios (etnia fundamentalmente musulmana). Supuestamente, durante el conflicto el grupo adquirió armamento, y experiencia militar destinada al entrenamiento de sus integrantes.

## Vínculos con el hooliganismo

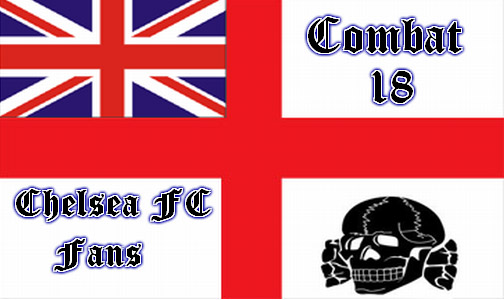
Bandera usada por hooligans relacionados con C-18

Los miembros de la organización incluyen conocidos grupos de barras y hooligans del fútbol. El incidente más notorio que involucró a miembros de Combat 18 en el fútbol se produjo el 15 de febrero de 1995, cuando estalló la violencia en las gradas de Lansdowne Road en el amistoso internacional entre Irlanda e Inglaterra. También hubo burlas de "No se rindan al IRA Provisional" dirigido a los fanáticos irlandeses. La violencia fue tan fuerte que el partido tuvo que ser abandonado.
Antes de la Copa Mundial de Fútbol de 1998, 26 hooligans de Seaburn Casuals (partidarios del Sunderland AFC) fueron arrestados en una redada policial después de que una bomba de humo de uso militar fuera detonado en un pub local después de una pelea con otros hooligans. Al final de la operación, los sospechosos enfrentaban más de 60 enfrentaban cargos. Algunos de los hooligans de Seaburn Casuals arrestados estaban involucrados con Combat 18. La operación fracasó cuando un juez dictaminó que las imágenes de CCTV del pub eran inadmisibles como evidencia.

## Su lugar en la lista de organizaciones terroristas de Canadá
Debido a los esfuerzos concertados de las autoridades canadienses el 21 de junio de 2019, se agregaron dos grupos de extrema derecha o neonazis a la lista de organizaciones terroristas. Esto se debe en parte a la respuesta de Canadá a los tiroteos en la mezquita de Christchurch y una petición al Gobierno Federal de Canadá de la ong #NoPlace2Hate. Esto significa que los actos delictivos cometidos por miembros de este grupo ahora también se incluyen en el Código Penal canadiense para el terrorismo, que puede incluir penas de prisión adicionales por actos delictivos, incluidas contribuciones financieras a una organización terrorista conocida.

## Prohibición en Alemania
El 23 de enero de 2020, el gobierno alemán anunció y aplicó una orden que prohíbe "Combat 18 Deutschland", la rama alemana de Combat 18. La orden del Ministerio del Interior establece que "Combat 18 Deutschland" está dirigida contra el orden constitucional y que sus objetivos y actividades son contrarios a las leyes penales y contra la idea de entendimiento entre las naciones. La orden estipula que la organización se disolverá y que todos los activos de la organización serán incautados y confiscados; Además, el grupo no puede realizar actividades de propaganda ni formar una organización de reemplazo. El día del anuncio, más de 200 policías allanaron las casas de los principales miembros de la organización. Según el gobierno, en el momento de la prohibición la organización tenía "aproximadamente 20 miembros" y "un número indeterminado de simpatizantes".  El Ministerio del Interior vinculó la decisión con el asesinato de Walter Lübcke y el tiroteo en la sinagoga de Halle.
"Combat 18 Deutschland" presentó una demanda contra la prohibición en el Tribunal Administrativo Federal y le pidió al tribunal que ordenara preliminarmente la aplicación de la prohibición en espera de una decisión a fondo. En septiembre de 2020, el tribunal rechazó la última solicitud, afirmando que el interés público en la aplicación inmediata de la prohibición prevalecía sobre los intereses de la organización, y señaló además que la impugnación contra la prohibición probablemente no tendrá éxito, como sugiere el examen sumario de los méritos del tribunal. que las actividades de la organización efectivamente van dirigidas contra el orden constitucional.

## Lecturas relacionadas
- Lowles, Nick (2003). White Riot: The Violent Story of Combat 18. Milo Books. ISBN 1-903854-00-8.
- O'Hara, Larry (1996). Searchlight for Beginners. Phoenix Press. ISBN 0-948984-33-3.
- O'Hara, Larry (1994). Turning Up the Heat: MI5 After the Cold War. Phoenix Press. ISBN 0-948984-29-5.